# Concerto grosso: The Seven Seasons
Concerto grosso: The Seven Seasons è il primo album in studio del gruppo musicale italiano La Leggenda New Trolls, pubblicato il 29 giugno 2007 dalla Aereostella e dalla Edel.
Il gruppo pubblicò l'album utilizzando il nome New Trolls, abbandonato in seguito una sentenza del 6 dicembre 2007 che vietò alla formazione di Vittorio De Scalzi e Nico Di Palo di utilizzare il nome del gruppo originario.

## Descrizione
Il disco riprende il titolo, nonché la stessa fusione tra rock e musica classica, dei due celebri concerti grossi pubblicati dai New Trolls negli anni settanta. Tuttavia il disco non venne intitolato Concerto grosso n° 3, in quanto il terzo episodio della collaborazione tra Luis Bacalov e i New Trolls era già stato scritto e, in parte, registrato a metà degli anni novanta (il disco sarebbe poi uscito nel 2013).
La musica di tutti i brani è stata composta da De Scalzi e Di Palo, eccetto Intro and Canone, per il quale ha contribuito anche Andrea Maddalone. I testi sono stati scritti da Shel Shapiro, il quale compare anche come voce recitante nel brano The Seventh Season.

## Tracce
Testi di Shel Shapiro, eccetto dove indicato, musiche di Vittorio De Scalzi e Nico Di Palo, eccetto dove indicato.
1. The Knowledge (Overture) – 1:34
2. Dance with the Rain (Ballata) – 4:24
3. Future Joy (Scherzo) – 2:50
4. High Education (Cello Cadenza) – 1:43
5. The Seventh Season (Ostinato) – 5:31
6. One Magic Night (Larghetto) – 5:52
7. Barocco'n'Roll (Allegro Brioso) – 2:57
8. Intro and Canone – 1:34 (musica: Vittorio De Scalzi, Nico Di Palo, Andrea Maddalone)
9. Testament of Time (Andante) – 4:27
10. The Ray of White Light (Rondò) – 4:35
11. To Love the Land (Adagio) – 4:45
12. The Season of Hope (Piano Preludio) – 5:00
13. Simply Angels (Suite) – 6:25
14. Ethix (Canzona) – 3:07
15. So che ci sei (versione italiana di Dance with the Rain) – 4:24 (testo: Shel Shapiro, Iaia De Capitani)

Traccia bonus nell'edizione giapponese
1. Ethix (Different Version) (featuring Sarah Jane Morris) – 6:14

## Formazione
Gruppo
- Vittorio De Scalzi – voce, pianoforte, chitarra classica, flauto traverso, arrangiamento, orchestrazione
- Nico Di Palo – voce, tastiera
- Alfio Vitanza – batteria, voce
- Andrea Maddalone – chitarra acustica ed elettrica, voce
- Mauro Sposito – chitarra elettrica, voce
- Francesco Bellia – basso, voce

Altri musicisti
- White Light Orchestra
  - Roberto Izzo – primo violino
  - Raffaele Rebaudengo – prima viola
  - Mirko Foschi – oboe
- Stefano Cabrera – violoncello (traccia 4), direzione d'orchestra
- Shel Shapiro – voce narrante (traccia 5)
- Martino Coppo – mandolino (traccia 6)
- Madelyn Monti – soprano (traccia 6)

Produzione
- Iaia De Capitani – produzione
- Vittorio De Scalzi – produzione artistica
- Franz Di Cioccio – produzione esecutiva
- Stefano Cisotto – missaggio